# Déryné-díj

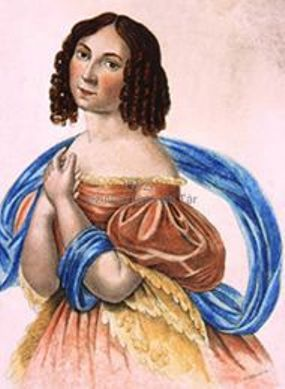
Déryné Széppataki Róza a díj névadója

A Déryné-díj neves magyar színészeknek létrehozott díj.

## Története
Több szervezet, intézmény hozott létre Déryné Széppataki Rózáról elnevezett díjat. Az itt felsoroltak közül nem minden esetben lehet eldönteni mit takar esetükben a Déryné-díj.

### 1982
- Körtvélyessy Zsolt[1]

### 1989
- Kalmár Magda

### 1990
- Dézsy Szabó Gábor

### 1993
- Agárdy Ilona
- Andai Katalin
- Balla Ica
- Bartal Zsuzsa
- Básti Juli
- Bukszár Márta
- Czifra Krisztina
- Csala Zsuzsa
- Csűrös Karola
- Détár Enikő
- Fekete Gizi
- Felföldi Anikó
- Felkai Eszter
- Galambos Erzsi
- Götz Anna
- Györgyi Anna
- Hernádi Judit
- Kakuts Ágnes
- Koós Olga
- Lázár Kati
- Lehoczky Zsuzsa
- Majzik Edit
- Márffy Vera
- Molnár Piroska
- Nagy Ibolya
- Palásthy Bea
- Pécsi Ildikó
- Piros Ildikó
- Réti Erika
- Szabó Tünde
- Szegedi Erika
- Szerencsi Éva
- Szilágyi Zsuzsa
- Tábori Nóra
- Takács Katalin
- Törőcsik Mari
- Varga Éva
- Varga Mária

### 1994
- Csákányi Eszter
- Halász Judit[2]

### 1995
- Bodnár Erika
- Börcsök Enikő[3]
- Füsti Molnár Éva
- Hofi Géza[4]
- Margitai Ági
- Pitti Katalin
- Udvaros Dorottya

### 1996
- Gór Nagy Mária
- Gyöngyössy Katalin

### 1997
- Schütz Ila
- Tolnay Klári

### 1998
- Kovács Zsuzsa
- Szegedi Dezső

### 1999
- Komlós Juci
- Vass Éva

### 2000
- Berek Kati
- László Margit
- Varga Gyula[5]

### 2002
- Máhr Ági[6]

### 2005
- Seres Ildikó[7]

### 2008
- Fandl Ferenc

### 2010
- Bősze György[8]
- Péva Ibolya

### 2011
- Réz Lóránt

### 2014
- Harsányi Attila

### 2016
- Szabó Máté (rendező)

### 2017
- Görög László

### 2020
- Nádasy Erika[9]

### 2021
- Rusznyák Gábor[10]

### 2022
- Béres Attila[11]

### 2023
- Varga Andrea[12]

### 2024
- Lajos András

### További díjazottak
- Kalmár Péter
- Somfai Éva
- Félegyházi Sándorné